# Ermitage du Saint-Esprit
L'ermitage du Saint-Esprit (italien : Eremo di Santo Spirito a Majella) est un ermitage catholique situé dans la commune de Roccamorice, dans la Province de Pescara et la région des Abruzzes, en Italie.